# Torneo de Pattaya City 2015
El PTT Pattaya Open 2015 fue un evento de tenis WTA International en la rama femenina. Se disputó en Pattaya City (Tailandia), en el complejo Dusit Thani Hotel y en cancha dura al aire libre, haciendo parte de un conjunto de eventos que hacen de antesala a los torneos de gira norteamericana de cemento, entre el 9 de febrero y 15 de febrero de 2015 en los cuadros principales femeninos, pero la etapa de clasificación se disputó desde el 7 de febrero.

## Cabezas de serie

### Individuales femeninos
| Tenista            | Ranking | Preclasificada |
| Peng Shuai         | 21      | 1              |
| Elina Svitolina    | 26      | 2              |
| Zarina Diyas       | 33      | 3              |
| Kurumi Nara        | 44      | 4              |
| Yaroslava Shvedova | 51      | 5              |
| Jarmila Gajdošová  | 54      | 6              |
| Mónica Puig        | 60      | 7              |
| Zhang Shuai        | 64      | 8              |

- Rankings como de 2 de febrero de 2015.

### Dobles femeninos
| Tenista                                    | Ranking | Preclasificada |
| Anabel Medina Garrigues Yaroslava Shvedova | 47      | 1              |
| Peng Shuai Xu Yifan                        | 75      | 2              |
| Cara Black Zhang Shuai                     | 87      | 3              |
| Megan Moulton-Levy Darija Jurak            | 115     | 4              |

## Campeonas

### Individuales femeninos
Daniela Hantuchová venció a  Ajla Tomljanović por 3-6, 6-3, 6-4

### Dobles femenino
Hao-Ching Chan /  Yung-Jan Chan vencieron a  Shuko Aoyama /  Tamarine Tanasugarn por 2-6, 6-4, [10-3]